# Ultimae Records
Ultimae Records is een Frans platenlabel, dat ambient en trance-muziek uitbrengt. Het label werd opgericht door Aes Dana en Sunbeam als Infinium Records, waarna de naam in 2001 werd veranderd in Ultimae Records.

## Lijst met artiesten
Lijst met artiesten die hun muziek uitbrachten onder het label zijn:
| - Aes Dana - Althey & The Lights - Asura - Aural Planet - Between Interval - bOb tracKer - Carbon Based Lifeforms - Cell - CHI-A.D - Circular - Craig Padilla | - Cygna - Ghostfriend - Great Leap Forward - H.U.V.A Network - Hol Baumann - Hybrid Leisureland - I Awake - Jaia - James Murray - Khetzal - Malik Trey | - Mystical Sun - Puff dragon - Robert Rich - Scann-Tec - Solar Fields - Subgardens - Sundial - Sync24 - Vibrasphere |